# Tretten til bords
Tretten til bords (engelsk: Lord Edgware Dies) er en Hercule Poirot–krimi fra 1933 af Agatha Christie. Denne roman er skrevet i Irak, hvor Agatha ledsagede Max Mallowan på en arkæologisk ekspedition. De fleste af Poirots sager foregår enten i landlige omgivelser i England eller i Mellemøsten, men i dette tilfælde er skuepladsen West End i London.

## Plot
Poirot og Arthur Hastings, som beretter hændelserne, overværer, at Carlotta Adams udfører parodier på kendte personer ved en teaterforestilling. . En anden tilskuer er den amerikanske skuespillerinde, Jane Wilkinson, som ønsker Poirots hjælp til at overtale sin ægtefælle, den på alle måder usympatiske Lord Edgware, til skilsmisse. Poirot løser opgaven, idet han opnår tilsagn om, at Lord Edgware vil indgå skilsmisse, men inden den bliver iværksat, findes han myrdet. Flere vidner har overværet, at Wilkinsom opsøgte sin ægtefælle i dennes arbejdsværelse. Imidlertid har Jane har et alibi, bekræftet af 12 andre, der deltog i samme middagsselskab som hende, og Poirots efterforskning tyder på, at Carlotta Adams muligvis har spillet rollen som Jane. Inden Poirot når at afhøre Carlotta Adams bliver hun myrdet, så nu er spørgsmålet: Hvem engagerede hende til at spille Jane, og hvorfor blev de to ofre myrdet? Lord Edgware er langtfra det eneste, men måske det bedste eksempel på et komplet utiltalende offer i en Christie–roman. Effekten er bl.a., at alle involverede har et brændende ønske om hans død, så Poirot er på en vanskelig opgave.
Christies grundlæggende victorianske holdning til sexuallivet afsløres i denne bog ved en bemærkning fra politiofficeren James Japp, som udbryder: " Ikke det sædvanlige mønster. Noget meget mere skummelt og snavset", om en mistænkt, der formentlig er homoseksuel.  Pointen i romanen afsløres i Agatha Christies fortælleteknik

## Anmeldelser
Plottets komplekse udformning og de usædvanlige omstændigheder, hvorunder drabene foregik, blev af samtiden opfattet som en "genistreg", og også de to bedst kendte Christie -biografier karakteriser denne roman som en af Christies bedste. 

## Bearbejdning
Tretten til bords blev filmatiseret i 1934 af Read Art Films. Den indgår som episode i den TV-serie om Poirot, hvor David Suchet spiller hovedrollen. 
Episoden er en af de mest loyale overfor Christies forlæg i hele serien, og Helen Grace, der spiller Jane samt Fiona Allen, der spiller Carlotta er – sammen med de gennemgående figurer – stærkt medvirkende til, at denne filmatisering virker særdeles vellykket.
Rolleliste:

- David Suchet som Hercule Poirot
- Hugh Fraser som Arthur Hastings
- Philip Jackson som Chief Inspector Japp
- Pauline Moran som Miss Lemon
- Helen Grace som Jane Wilkinson
- John Castle som Lord Edgware
- Fiona Allen som Carlotta Adams
- Dominic Guard som Bryan Martin
- Fenella Woolgar som Ellis
- Deborah Cornelius som Jenny Driver
- Hannah Yelland som Geraldine Marsh
- Tim Steed som Ronald Marsh
- Iain Fraser som Donald Ross
- Virginia Denham som Alice

## Danske udgaver
- Carit Andersen (De trestjernede kriminalromaner); 1962
- Forum (Agatha Christie, bind 17); 1973
- Wangel;Forum; 1990.
- Peter Asschenfeldts nye Forlag; 1999.( Ny titel:"Lord Edgwares endeligt")